# Landschaftsschutzgebiet Biele Karpaty
Das Landschaftsschutzgebiet Biele Karpaty (slowakisch Chránená krajinná oblasť Biele Karpaty) ist ein Landschaftsschutzgebiet im Westen der Slowakei, entlang des Hauptkamms der Weißen Karpaten (slowakisch Biele Karpaty). Es wurde im Jahre 1979 ausgerufen und das betreffende Gesetz im Jahre 2003 geändert. Das Gebiet liegt überwiegend im politischen Bezirk Trenčiansky kraj (Okresy Ilava, Myjava, Nové Mesto nad Váhom, Púchov und Trenčín), mit kleineren Teilen im Trnavský kraj (Okresy Senica und Skalica).
Der Sitz der Verwaltung befindet sich im Städtchen Nemšová. An der tschechischen Seite befindet sich ebenfalls ein Landschaftsschutzgebiet, genannt Bílé Karpaty.

## Geographie
Das Landschaftsschutzgebiet umfasst die slowakische Seite der Weißen Karpaten plus einen kleinen Teil des Berglands Myjavská pahorkatina. Geologisch gesehen handelt es sich um ein Flyschgebirge.
Über den Hauptkamm verläuft die Wasserscheide zwischen der March im Westen und der Waag im Osten. Allerdings besteht hier eine Ausnahme: Durch Flussanzapfung gehört die in Mähren entspringende Vlára zum Einzugsgebiet der Waag.
Die höchste Erhebung ist die an der Grenze liegende Veľká Javorina (970 m n.m.).

## Flora und Fauna
Etwa zwei Drittel des Landschaftsschutzgebiets sind von Wäldern bedeckt. In den tieferen Lagen wachsen Eichen und Hainbuchen, höher oben Buchen. An den felsigen Abhängen wachsen Ahorne und Eschen. Vereinzelt sind Nadelwälder zu finden. Hier überschneiden sich pannonische Pflanzenarten mit den karpatischen. Orchideen sind hier reich vertreten, mit Arten wie Fuchs’ Knabenkraut oder Holubys Ragwurz. Auf privaten Feldern wachsen gefährdete Pflanzenarten wie Kornrade, Acker-Hahnenfuß oder Acker-Schwarzkümmel.
Im Landschaftsschutzgebiet sind Hirsche, Rehe und Wildschweine relativ häufig anzutreffen. Große Raubtiere wie Braunbären oder Luchse sind hingegen selten. Weitere im Gebirge vorkommenden Tierarten sind z. B. Europäische Gottesanbeterin, Alpenbock, Hirschkäfer, Roter Apollo, Nördlicher Kammmolch, Schwarzstorch, Sakerfalke, Uhu oder Wildkatze.

## Besonderer Naturschutz

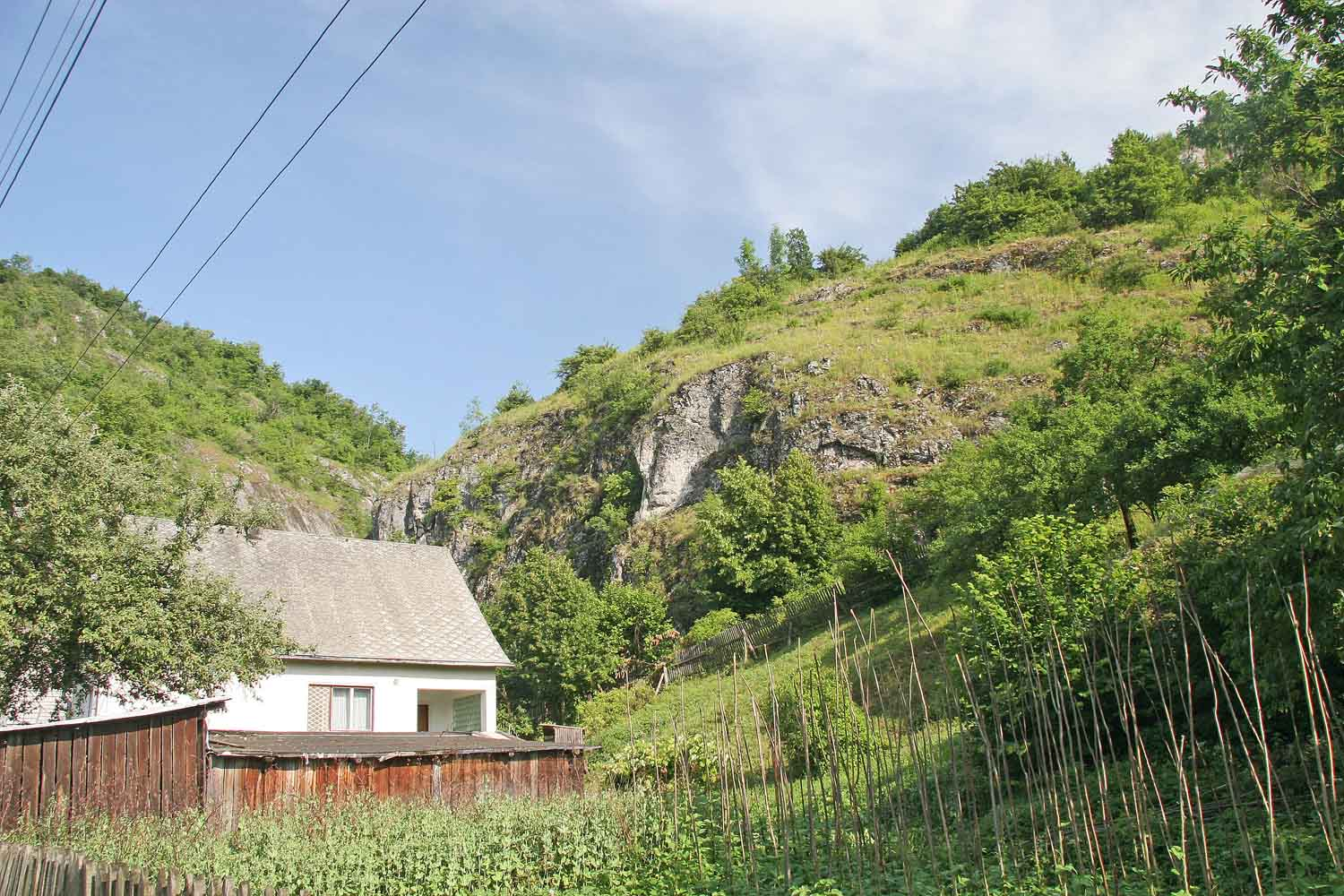
Krivoklátska tiesňava

- Prírodné pamiatky (PP, Naturdenkmale)

| Babiná (23,67 ha, seit 2002) Baricovie lúky (1,62 ha, 1994) Bestinné (1,29 ha, 1993) Biely vrch (4,41 ha, 1990) Blažejová (2,16 ha, 1993) Borotová (1,48 ha, 1988) Brezovská dolina (2,48 ha, 1989) Bučkova jama (40,91 ha, 1993) Cetuna (0,287 ha, 1999) Dračia studňa (7,58 ha, 1993) Drietomica (15,72 ha, 1997) | Grúň (16,01 ha, 1992) Chvojnica (31,65 ha, 1991) Kohútová (4,51 ha, 1992) Kožíkov vrch (2,83 ha, 1990) Krivoklátska tiesňava (9,7 ha, 1989) Krivoklátske lúky (9,7 ha, 1993) Kurinov vrch (1,3 ha, 1990) Lednické skalky (2,71 ha, 1993) Lopeníček (0,254 ha, 2002) Malejov (0,824 ha, 1990) Mravcové (0,816 ha, 2002) | Petrová (2,91 ha, 1993) Podsalašie (14,8 ha, 1997) Rajkovec (0,94 ha, 1992) Raková (8,6 ha, 1992) Skalice (1,4 ha, 1969) Strošovský močiar (0,77 ha, 1989) Šifflovské (1,85 ha, 1994) Štefanová (5,48 ha, 1990) Včelíny (1,29 ha, 1990) Žalostiná (2,12 ha, 1994) |

- Prírodné rezervácie (PR, Naturreservate)

| Červenokamenské bradlo (47,52 ha, seit 1969) Debšín (9,61 ha, 1984) Drieňová (25,12 ha, 1997) Hornozávrská mokraď (1,5 ha, 1983) Jachtár (31,67 ha, 1997) Krasín (26,4 ha, 1971) Jurské jazero (27,49 ha, 1988) | Lednické bradlo (14,28 ha, 1969) Nebrová (53,3 ha, 1993) Šmatlavé uhlisko (8,44 ha, 1996) Veľká Javorina (82,98 ha, 1988) Vršatské bradlá (82,39 ha, 1970) Vršatské hradné bralo (12,05 ha, 1986) Záhradská (1,28 ha, 1984) |

Quelle: